# Schloss Vidim

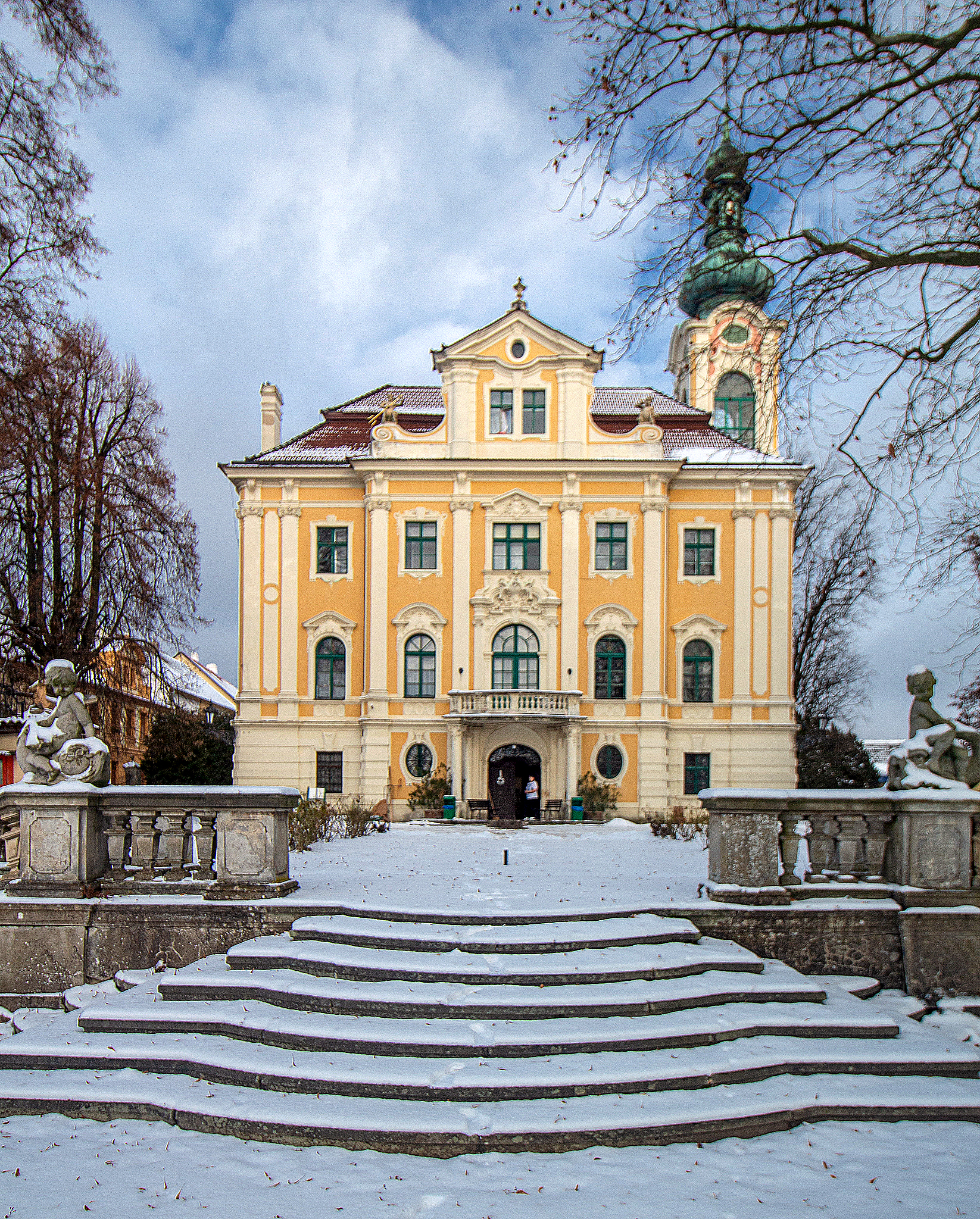
Das Schloss Vidim im Jahr 2008

Das Schloss Vidim befindet sich im gleichnamigen Dorf Vidim im Bezirk Mělník (Tschechien).
Erbaut wurde das Schloss vermutlich im 18. Jahrhundert durch die Adelsfamilie Sweerts-Sporck, die erste größere Restaurierung nahm 1898 Theodor Grohmann vor. 
Das Gebäude hatte einen rechteckigen Grundriss und einen Turm mit einer Zwiebelhaube an der Nordseite. Die Ostfassade, die zum großangelegten Park führt, sticht durch mit Vasen verzierte Giebel hervor. Im Park mit vielen Brücken befinden sich auch ein kleiner Pavillon und Statuen antiker Götter. Die letzte große Renovierung wurde 1998 durchgeführt. Das Schloss dient derzeit als Altersheim.